# روبن غريغوري
روبن غريغوري (بالإنجليزية: Robin Gregory)‏ هو مهندس الصوت ومهندس أمريكي، ولد في 1936 في تشستر في المملكة المتحدة، وتوفي في 2004 في ترورو في المملكة المتحدة.

## وصلات خارجية
- روبن غريغوري على موقع IMDb (الإنجليزية)
- روبن غريغوري على موقع قاعدة بيانات الفيلم (الإنجليزية)